# Prowincja Benewent
Benewent (wł. Benevento, ofic. Provincia di Benevento) – prowincja we Włoszech.
Nadrzędną jednostką podziału administracyjnego jest region (tu: Kampania), a podrzędną jest gmina.
Liczba gmin w prowincji: 78.